# Homalia pygmaea
Homalia pygmaea là một loài Rêu trong họ Neckeraceae. Loài này được Broth. miêu tả khoa học đầu tiên năm 1906.